# Гласс, Луис
Луис Гласс (англ. Louis T. Glass; 6 августа 1845, штат Мэриленд — 12 ноября 1924, Сан-Франциско) — американский предприниматель, изобретатель музыкального автомата.
В 1868 г. начал работать телеграфистом в компании Western Union. К 1879 г. накопил достаточную сумму денег для участия в бизнес-проекте по телефонизации Окленда и Сан-Диего. В 1889 г. основал Тихоокеанскую фонографическую компанию (англ. Pacific Phonograph Company) и 23 ноября того же года вместе с деловым партнёром Уильямом Арнольдом представил комбинацию сконструированного Томасом Эдисоном фонографа с монетоприёмником. За полгода были изготовлены 15 автоматов, и в мае 1890 г. на первом съезде региональных фонографических компаний США Гласс сообщил о полученном доходе в сумме 4019$; 27 мая Гласс и Арнольд получили соответствующий патент.
В 1898 г. Гласс занял должность первого вице-президента и генерального менеджера Тихоокеанской телеграфно-телефонной компании, с 1905 г. исполнял обязанности её президента. Одновременно в 1905 г. он основал Филиппинскую телеграфно-телефонную компанию, намереваясь приступить к телефонизации Филиппин. Однако уже в 1906 г. вместе со своим шурином и подчинённым Теодором Холси Гласс был обвинён в даче взятки муниципальным чиновникам Сан-Франциско с целью предотвратить появление в городе конкурирующей телефонной сети. В 1907 г. Гласс и Холси были признаны виновными судом присяжных и провели пять лет в тюрьме.